# Bornholms Kyststi

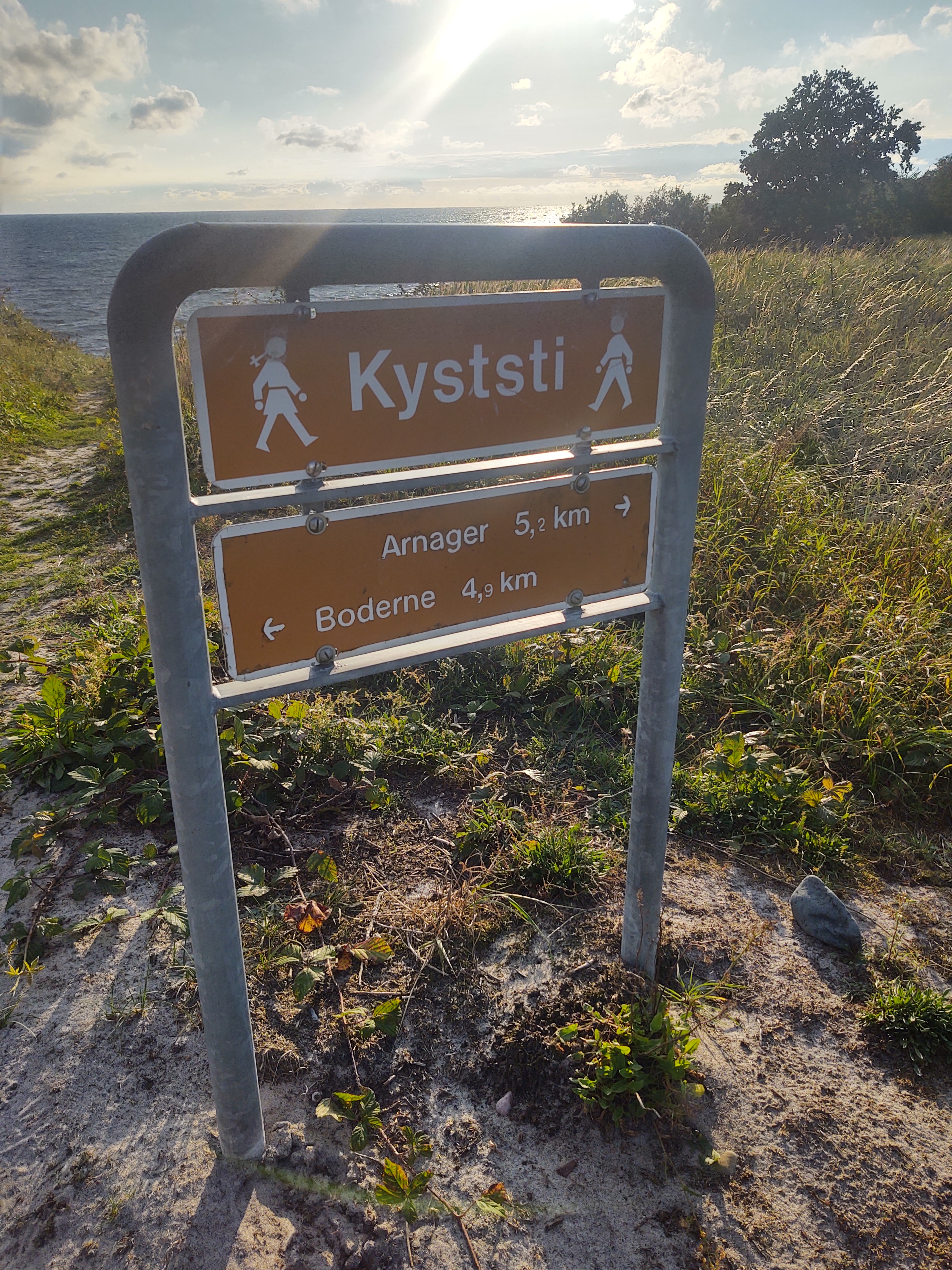
Bornholms Kyststi

De Bornholms Kyststi (Deens voor "Bornholms kustpad") is een gemarkeerd langeafstandswandelpad op Bornholm in Denemarken. De route is 110 kilometer lang en loopt langs de kust van het eiland. De wandelroute bestaat uit zeven etappes.